# Xã Haines, Quận Marion, Illinois
Xã Haines (tiếng Anh: Haines Township) là một xã thuộc quận Marion, tiểu bang Illinois, Hoa Kỳ. Năm 2010, dân số của xã này là 1.002 người.